# Veliki Horasan
Veliki Horasan (perz. خراسان بزرگ; Horāsān-e Bozorg) je naziv za povijesnu regiju odnosno važno kulturološko žarište koje se proteže preko sjeveroistočnog Irana, sjevernog Afganistana, zapadnog Tadžikistana, te južnih dijelova Turkmenistana i Uzbekistana.

## Etimologija
Ime „Horasan” dolazi od perzijske riječi Horāsān (hor: „Sunce” + āsān: „srodan” ili „sličan”), dok je najbliži prijevod „zemlja izlazećeg Sunca” (slično etimologiji Japana). Horasan se ponekad poistovjećivao i s Horezmom (perz. خاور زمین; Hāvar-zamīn - „Istočna zemlja”).

## Zemljopis
Horasan u svom užem smislu obuhvaća područja oko gradova Nišapura i Tusa u Iranu, Balha i Herata u Afganistanu, Merva u Turkmenistanu, te Samarkanda i Buhare u Uzbekistanu. Međutim, zbog kulturološkog utjecaja i povijesnih okolnosti, regija je dobila i svoje prošireno značenje pa joj se ponekad pridružuju i Transoksijana odnosno Sogdijana na sjeveru, kaspijsko priobalje na zapadu, Sistan na jugu, te Hindukuš na istoku.
Najširi smisao regija je dobila početkom 2. tisućljeća kada su muslimanski geografi pisali o njenim istočnim granicama u Indiji odnosno dolini rijeke Ind (današnji Pakistan), no prema izvorima od 14. do 16. stoljeća iste granice bile su određene gradovima Kandaharom, Gaznijem i Kabulom (današnji Afganistan).
Tijekom srednjeg vijeka Horasan i perzijska Mezopotamija bili su dva najvažnija žarišta Velikog Irana, dok su među ostalim značajnijim gradovima bili Gorgan i Damagan koji se nalaze između dviju regija. Brojne dinastije koje su vladale Iranom poput Gaznavida, Seldžuka i Timurida dijelili su svoja carstva na mezopotamsku i horasansku regiju.
U današnje vrijeme pridjev „veliki” koristi se za razlučenje šire povijesne regije Horasan od njenog iranskog dijela pod kojim se podrazumijeva bivša pokrajina (do 2004. g.) odnosno današnja geografska regija Horasan koja danas približno obuhvaća polovicu područja Velikog Horasana. Također, Veliki Horasan danas se može definirati i manjim povijesnim regijama čija područja obuhvaća, a to su: Arahozija, Baktrija, Horezm, Sistan, Sogdijana i Transoksijana.

## Politička geografija
Horasan se kao politički entitet po prvi pojavio tijekom vladavine Sasanida u 3. stoljeću, no njegove su se granice značajno mijenjale u idućih 1600 godina. Kao sasanidska pokrajina, Horasan se sastojao od najmanje 13 gradova, a to su: Nišapur, Herat, Merv, Farjab, Talokan, Balh, Buhara, Badgiz, Abivard, Gardžistan, Tus, Sarahs i Gorgan.
Najšire granice regija je dobila u vrijeme vladavine kalifa koji su podijelili područje jugozapadne Azije na tri zone: Horasan, Arapski Irak, te Perzijski Irak. Tijekom vladavine omejidskih i abasidskih kalifa Horasan je bio podijeljen na četiri dijela prema pripadajućim najvećim gradovima Heratu, Marvu, Balhu i Nišapuru.
U srednjem vijeku, Horasan je okvirno podrazumijevao sve iranske teritorije koji leže istočno i sjeveroistočno od pustinje Dašt-e Kavir („Velike slane pustinje”), dok su se njegove krajnje istočne i sjeverne granice mijenjale ovisno o političkim previranjima i upadima raznih osvajačkih plemena.

## Povijest
Najvažniji događaj u povijesni pokrajine jest masovna seoba iranskih naroda iz središnje Azije prema jugu u drugoj polovici 2. tisućljeća pr. Kr. s obzirom na to da ta etnička porodica i dan danas čini većinu stanovništva pokrajine odnosno šire regije. Navedeni događaji opisani su u zoroastrijskoj zbirci Aveste odnosno legendama iz Firdusijeve „Šahname”, a brojni povjesničari smatraju da je na širem području Horasana živio i sam Zarathuštra. U starom vijeku u regiji je bio rasprostranjen avestički jezik, a njen teritorij približno se podudara s drevnom Partijom, satrapijom ahemenidskog i sasanidskog Perzijskog Carstva.
Regija Horasan je od najranije povijesti bila poprištem brojnih oružanih okršaja. Još u starom vijeku vođene su žestoke borbe između iranskih dinastija Medijaca, Ahemenida, Parta i Sasanida protiv skitskih odnosno kasnije i turkijskih plemena, dok je u srednjem vijeku predstavljao i „vrata” prema jugozapadnoj Aziji brojnim ratničkim nomadima iz središnje Azije kao što su bili Seldžuci i Mongoli. Drevni geografi dijelili su Veliki Iran na osam regija među kojima je Horasan bio teritorijalno najveći. Dvostoljetnu arapsku dominaciju u Horasanu prekida iranska dinastija Tahirida, a nakon njih vladaju iranski Safaridi i Samanidi. 
Usponom Gaznavida krajem 10. stoljeća započinje razdoblje turijsko-iranskih dinastija među koje se ubrajaju Seldžuci i Horezmijci. Tijekom 13. i 14. stoljeća regijom haraju agresivne mongolske horde Džingis-kana i Timura koje su opustošile brojne iranske gradove, a ponovno nacionalno ujedinjenje nastupa 1500. godine usponom Safavida. Iduća četiri stoljeća Horasan će prvo obilježiti ratovi između iranskih dinastija Safavida i Afšarida protiv Uzbeka, a zatim i obračuni imperijalnih sila Irana, Ruskog i Britanskog Carstva, te lokalnih afganskih dinastija koji su rezultirali podjelom regije.

## Kultura
Horasan je bio od velikog kulturološkog značaja među ostalim regijama Velikog Irana. Unutar njegovih granica kao i Transoksijane u vrijeme vladavine Tahirida, Samanida i Gaznavida rađala se nova književnost na perzijskom koji je postupno potisnuo partski jezik. U Horasanu su živjeli i neki od najvažnijih pjesnika poput Rudakija, Šahida Balhija, Abu al-Abasa Marvazija, Abu Hafiza Sogdija, te vjerojatno najvažnijih: Rumija (sufijski pjesnik) odnosno Firdusija (autor „Šahname”, iranskog nacionalnog epa).
Regija je bila iranskom kulturološkom prijestolnicom do razarajuće mongolske invazije u 13. stoljeću, a igrao je važnu ulogu i u iranskoj znanosti. Avicena, Farabi, Biruni, Omar Hajam, Hvarizmi, Albumasar, Alfragan, Abu Vafa, Nasir al-Din al-Tusi, Šaraf al-Din al-Tusi i brojni drugi iranski znanstvenici dali su veliki doprinos matematici, astronomiji, medicini, fizici, geografiji, geologiji i u ostalim znanstvenim područjima.
Horasanski učenjaci doprinijeli su i islamskoj teologiji, pravu i filozofiji, a među njima se ističu Abu Hanifa, Imam Buhari, Imam Muslim, Abu Davud, Tirmidi, Nasai, Gazali, Džuvajni, Abu Mansur Maturidi, Fahrudin Razi, Zamahšari, itd.

### Značajni gradovi
- Tus, Iran 
(sufijsko okupljalište u Tusu)
- Nišapur, Iran 
(mauzolej Farida al-Din Atara)
- Balh, Afganistan 
(Zelena džamija)
- Herat, Afganistan 
(Petkovna džamija)

- Marv, Turkmenistan 
(ruševine grada)
- Buhara, Uzbekistan 
(gradska jezgra)
- Samarkand, Uzbekistan 
(registanske džamije)

## Stanovništvo
Horasan je prvotno bio drevnim iranskim narodima koji su u 2. tisućljeću pr. Kr. naselili regiju seobama iz arheološke kulture Andronovo (središnja Azija) u Baktrija-Margijanu na jugu. Brojni iranski teritoriji (Airjanem Vedža; „Iranska zemlja”) spomenuti u drevnoj Avesti pripadaju području Horasana.
Perzijanci su bili prva poznata i danas očuvana etnička skupina u regiji (uključujući ostale iranske narode), no njihov udjel u ukupnom stanovništvu smanjivao se doseljavanjem stranih osvajača poput Arapa sa zapada u 7. stoljeću odnosno turkijskih plemena i Mongola s istoka u prvoj polovici 2. tisućljeća.
Današnje stanovništvo Horasana je miješanog karaktera: većina su Perzijanci (uključujući Tadžike i Lure), a ostatak čine Uzbeci, Turkmeni, Hazare, Paštunci, Beludži, Kurdi, Arapi, itd.

## Poveznice
- Veliki Iran
- Povijest Irana